# 捞女

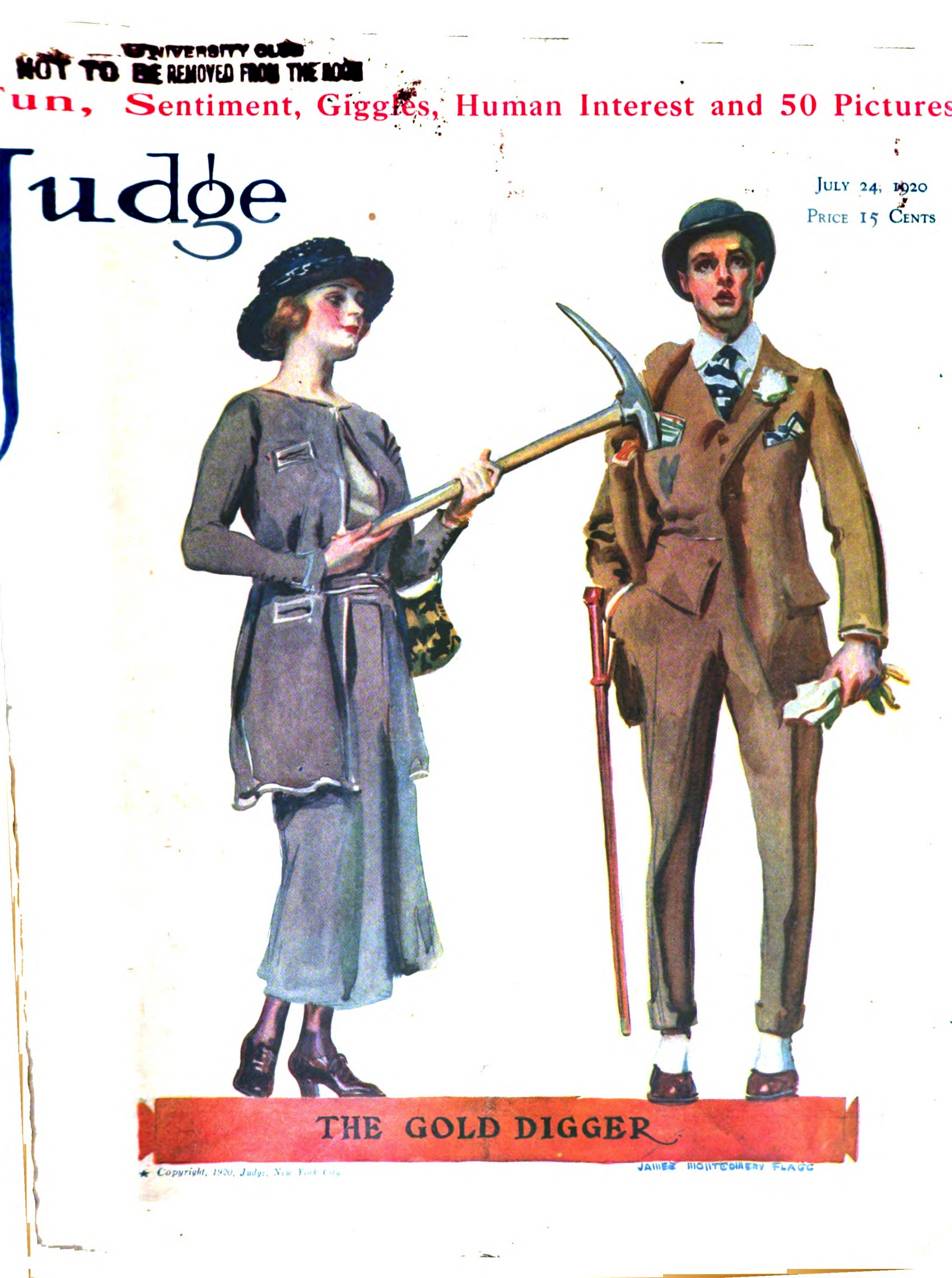
1920年7月24日美国讽刺杂志《裁判 (杂志)》的捞女形象

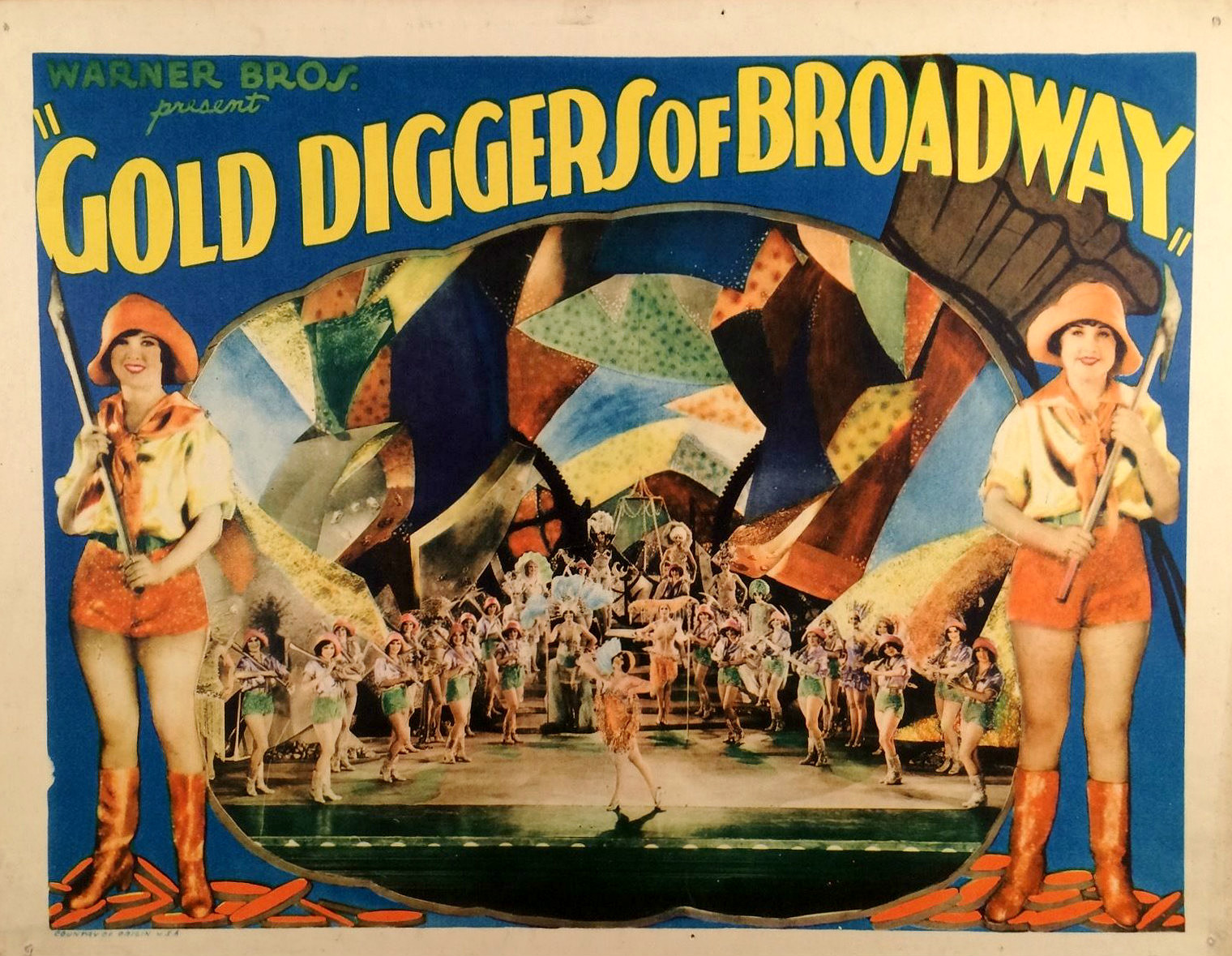
1929年《百老汇淘金女郎》电影宣传画，是将合唱女郎与捞女形象联系起来的代表性影片之一。

“捞女”是一个带有贬义的俗语，用以形容为了金钱或社会地位等物质利益，而与他人发展恋情或性关系的女性。近义词有“拜金女”“淘金女郎”等。如果此类关系最终发展为婚姻，则被视为是权宜婚姻的一种，或俗称“钓金龟婿”。

## 词源
“捞女”一词源自粤语，最初是指外出奔走谋生的女子，也可指妓女、女贼、女流氓。现今捞女则是指那些并非出于爱情，而是带着不正当目的，通过情感操控或情感诈骗等手段，借与男性交往以谋取金钱的女性。一旦男方被认为已无利用价值时，捞女往往便会分手离去。其中“捞”意指“捞钱、捞一笔”，带有贬义色彩。近年来，“捞女”这一标签因多起中国社会事件而广为人知，如苏享茂自杀事件、山西大同订婚强奸案、“胖猫”跳江事件等，引发舆论对捞女的广泛争论。
英语中對应“捞女”的近义词汇为（直译为“掘金者”）。此词最早出现在20世纪初，为合唱女郎与性工作者之间的俚语，用以形容依赖与富人发展关系以获取财富的女性。在出版物中，该词可见于1911年雷克斯·比奇的小说《一事无成》（The Ne'er-Do-Well），以及1915年维吉尼亚·布鲁克斯的回忆录《我与恶的斗争》（My Battles with Vice）中。不过，该词的流行始于1919年艾佛利·霍普伍德创作的百老汇喜剧《淘金女郎》（The Gold Diggers）。据称霍普伍德是在与齐格菲女郎凯·劳蕾尔谈话时首次听到该词。该剧作在公演前甚至被建议更换剧名，以免观众误以为内容与淘金热有关，可知当时该词尚属新兴俚语。
越南也称捞女为「淘金客」（越南语：／）。马来西亚马来人则称捞女为「剃刀」。

## 流行文化

### 电影
1920年代起，捞女逐渐取代蛇蝎美人，成为当时流行的美国电影女性形象。1930年代的美国电影中已有大量捞女角色，例如《淘金女郎》系列歌舞片，包括《淘金女郎》（1923年）、《百老汇淘金女郎》（1929年）、《1933淘金女郎》（1933年）、《1935淘金女郎》（1935年），以及《娃娃脸》（1933年）、《红发女郎》（1932年）、《八点晚餐》（1933年）、《哈瓦那寡妇》（1933年）、玛丽莲·梦露主演的《绅士爱美人》（1953年）和《愿嫁金龟婿》（1953年）等。
1970年代的香港电影中不乏对捞女形象的刻画，其中代表作有1975年金燕玲主演的《捞女日记》（Pretty Swindler）。2009年马来西亚也有一部悬疑喜剧电影《邮轮拜金旅》（Pisau Cukur），讲述两位捞女登上豪华邮轮展开猎金之旅的故事。

### 游戏
2025年由中国前方工作室发行的真人互动全动态影像游戏《情感反诈模拟器》，原名为《捞女游戏》。游戏以“反情感诈骗”为核心主题，玩家需对抗捞女，识破其技巧并将之感化。